# Asura

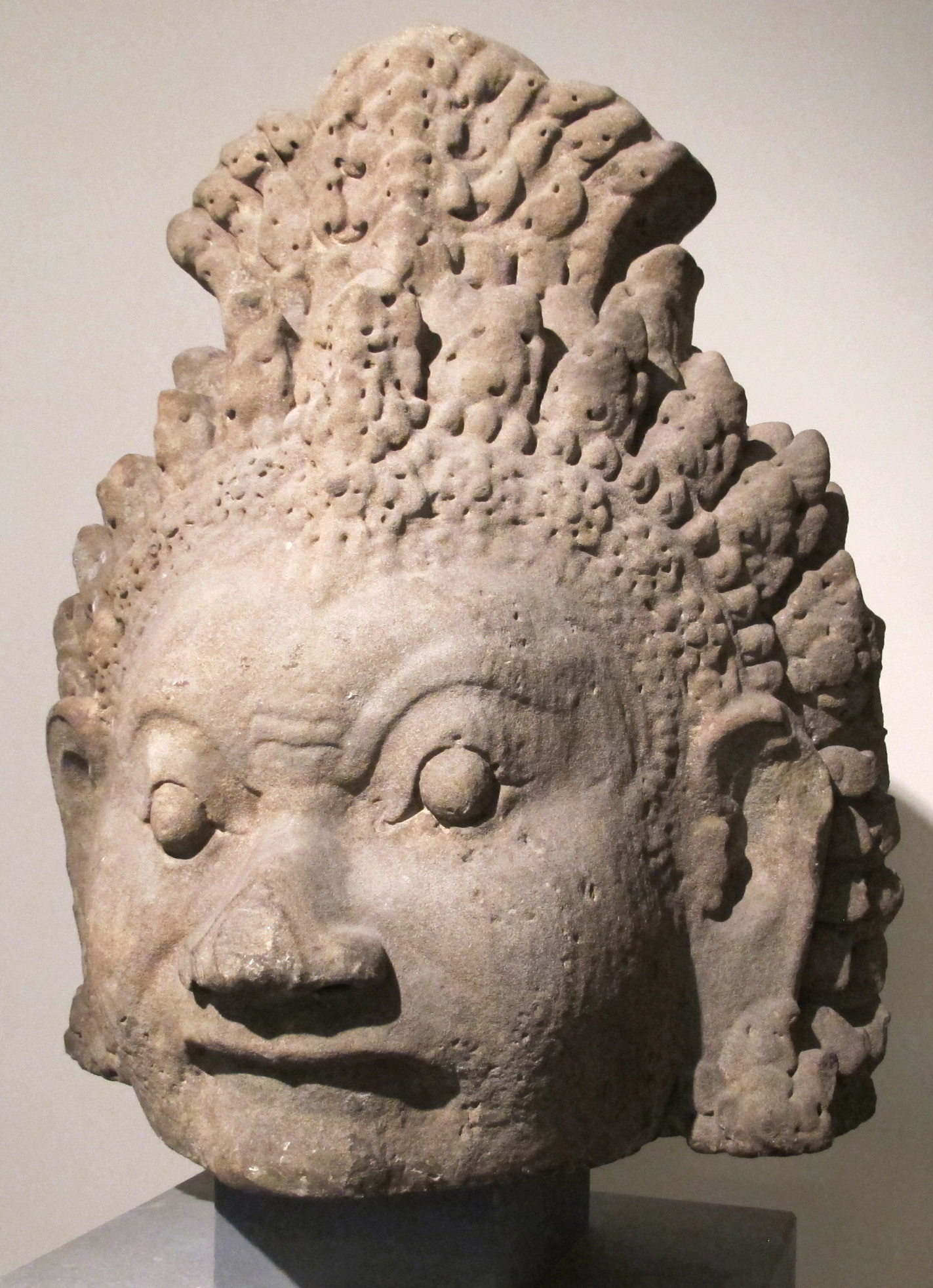
Testa di "Asura", circa XII secolo, da Preah Khan in Cambogia, attualmente conservata al Musée national des Arts asiatiques Guimet, Parigi

Asura (devanāgarī: असुर) è un termine del sanscrito vedico che indica, nel Vedismo, una classe particolare di esseri divini.

## Etimologia e corrispondenze
La derivazione del termine Asura è dubbia, probabilmente deriva dal termine aśu che indica "respiro", "spirito vitale" oppure dal termine as che indica l'"esistere".
Interessante è la presenza nella mitologia scandinava di una classe di dei (gli Æsir) con funzioni e prerogative simili, ugualmente in lotta con la classe avversaria dei Vanir. 
Con il termine Asura vengono indicati nel Ṛgveda (testo vedico risalente tra il XX e il XV secolo a.C.) varie divinità tra cui: Savitr (I, 35, 10), Varuṇa (I, 24, 14), Rudra (II, 1, 6), Indra (I, 174,1), Agni (V, 12, 1) e Soma (IX, 72,1).
Successivamente alcuni di questi Dèi primordiali verranno detronizzati dai Deva (देव); questi ultimi con il tempo acquisiranno connotazioni positive, attribuendo invece caratteri demoniaci agli antichi Asura. 
Da tenere presente, tuttavia, che nei più antichi inni del  Ṛgveda i termini Deva e Asura sono intercambiabili, come nel seguente passo:
(Ṛgveda, I, 35)
È nel Śatapatha Brāhmaṇa (IX, 5,1, 12 e sgg., risalente a circa l'VIII secolo a.C.) che in ambito tardo vedico si trova una prima spiegazione della detronizzazione degli Asura a vantaggio dei Deva. Secondo questo testo ambedue le classi degli Dèi furono originati dallo stesso principio, Prajāpati, e dotati sia della parola vera che di quella falsa, ma se i Deva scelsero il "vero", gli Asura gli preferirono il "falso".
Questo sviluppo verso l'opposizione delle due classi di divinità (asura e deva) è comprensibile alla luce di una caratteristica posseduta dai soli asura rispetto ai deva: un particolare potere generato dalla loro misteriosa natura etica (vedi il ruolo di Varuṇa nel Ṛgveda). Con il tramonto del periodo vedico, la natura misteriosa degli asura si trasformò in "potere malefico" facendo decadere gli asura al rango di demoni.
In un'accezione piuttosto tarda il termine Asura viene indicato come "A-sura" ovvero privo di divinità e opposto ad essa (Nirukta, III,2,7).
Il termine Asura possiede nell'avestico Ahura il suo corrispettivo. Ma lo sviluppo nella cultura iranica risulterà opposto: saranno i Daēva ad acquisire le caratteristiche demoniache mentre gli Ahura manterranno i loro connotati solari. 
In questa opposizione Raffaele Pettazzoni ricorda, nel 1920, l'ipotesi interpretativa da lui considerata "estrema"  dell'orientalista tedesco del XIX secolo Martin Haug (1827-1876) il quale ha ritenuto di scorgere una scissione iniziale tra clan indoari sfociata in culti diversi che avrebbero poi determinato la nascita dello zoroastrismo. Difatti Ahura Mazdā è il dio unico dello zoroastrismo, e, secondo questa ipotesi, per infondere una connotazione negativa gli hindu in una fase successiva hanno chiamato Asura le divinità demoniache e negative.

## Gliasuranell'antroposofia steineriana
Il filosofo ed esoterista Rudolf Steiner, indica, nell'elaborazione delle sue dottrine, con il nome di asura quell'antica forza demoniaca risalente ad epoche primordiali, distinta da quella più recente di Lucifero, e da quella di Arimane (o Satana). Si tratterebbe di entità in grado di sviluppare il male «con una forza anche più intensa di quella delle potenze sataniche nell'epoca atlantica, o degli spiriti luciferici nell'epoca lemurica». Secondo Steiner, il loro influsso sull'umanità, che finora non si è ancora esplicato, comincerebbe già nella nostra epoca a far sentire i suoi primi effetti, che consistono in un ottenebramento della coscienza dell'Io, inducendo l'uomo a credere di essere soltanto il risultato di eventi fisici o puramente materiali, e soprattutto a vivere come se egli lo fosse:
(Rudolf Steiner, Influssi luciferici, arimanici, asurici, conferenza tenuta il 22 marzo 1909)

## Nella cultura di massa
- Un generico "Asura" è il protagonista del videogioco del 2012 Asura's Wrath.
- Asuramon è un Digimon di livello Evoluto con l'aspetto di un Asura.
- Nella seconda parte del manga giapponese Naruto e nel suo adattamento animato, Naruto Shippuden, Asura è il nome del figlio secondogenito dell'Eremita delle Sei Vie (Rikudou no Sennin), Hagoromo Ootsutsuki; egli ereditò dal padre il suo spirito e la volontà del fuoco che sarebbe stata tramandata successivamente al clan Senju, che fondò il Villaggio della Foglia, e anche al clan Uzumaki, parenti dei Senju, permettendo allo spirito di Asura di reincarnarsi nel protagonista Naruto Uzumaki